# Bumetrizol
Bumetrizol ist eine chemische Verbindung aus der Gruppe der 2-(2-Hydroxyphenyl)-2H-benzotriazole, die als UV-Absorber wirkt. Es wird vor allem als Additiv für Kunststoffe eingesetzt, um deren Lichtbeständigkeit zu erhöhen.

## Verwendung
Bumetrizol ist besonders geeignet für Polyolefine und kaltgehärtete Polyester.
Der Stoff zeigt eine starke Absorption im Bereich von 300–400 nm und eine minimale Absorption im sichtbaren Bereich (> 400 nm) des Spektrums.
Die empfohlenen Gehalte für normale Polyesterharze liegen zwischen 0,2 % und 0,5 %.
In vielen Ländern ist es für den Einsatz in Anwendungen mit Lebensmittelkontakt zugelassen.

## Gefahrenbewertung
Bumetrizol hat in marinen Nahrungsketten ein hohes Bioakkumulationspotential.